# Диспут
Ди́спут (лат. disputatio) — в схоластической системе образования средневековой Европы формальный способ ведения спора, проводимого с целью установления богословской или научной истины. Данный процесс подчинялся формальным правилам, основными из которых были ссылки на устоявшиеся письменные авторитетные источники и тщательный анализ аргументов каждой из сторон. Другой категорией диспутов были межконфессиональные диспуты, призванные доказать превосходство того или иного религиозного учения.
Генеалогию средневековой и более поздней культуры ведения диспутов прослеживают от педагогических методов Сократа, диалогов Платона и других древнегреческих философов. Правила построения и изложения аргументации, подобные тем, которые применялись в юридической практике, изложены в «Органоне» и «Риторике» Аристотеля и «О нахождении» Цицерона.
В Средние века формальный диспут был способом проведения состязательной дискуссии, в которой один из её участников защищал некоторый тезис перед выдвигающими возражения и контраргументы оппонентами. Данный метод являлся общепринятым в средневековой университетской практике и был главным способом тренировки и проведения экзамена во всех четырёх основных науках — искусстве, медицине, теологии и юриспруденции. Структурно, процедура имела сходство с юридическим процессом и возглавлялась магистром, который подобно судье принимал окончательное решение о результате диспута.

## Античная традиция риторики
Согласно Диогену Лаэртскому, первым, кто стал использовать диалоги для изложения своего учения, был Зенон Элейский (V в. до н. э.). Впрочем, Диоген также утверждал, что в своём утраченном диалоге «О поэтах» приписывал изобретение жанра диалога некоему Анаксамену из Теоса. В «Поэтике» Аристотель называет «сократические беседы» уже устоявшимся жанром. Не вполне понятно, до какой степени идеи Сократа отражены в диалогах Платона. Некоторый свет проливает содержащее автобиографические сведения Седьмое письмо Платона, в котором философ рассуждает о неприспособленности обычного языка для выражения философских идей. Таким концепциям, как добро, красота или справедливость невозможно научиться по записанным текстам, а лишь «с помощью беззлобных вопросов и ответов может просиять разум и родиться понимание каждого предмета в той степени, в какой это доступно для человека». Согласно Кеннету Сейру, таким образом Платон подчёркивал важность «диалектического контекста» философского знания, что имеет непосредственное отношение к правильному пониманию его Диалогов. Для средневекового понимания диалога большое значение имели сформулированные Диогеном Лаэртским определения диалога как «речи, состоящей из вопросов и ответов, о предмете философском или государственном, соблюдающей верность выведенных характеров и отделку речи», и диалектики, как «искусства доводов, служащих утверждению или опровержению в вопросах и ответах собеседников». Также широко использовалась приведённая Диогеном классификация платоновских диалогов, на верхнем уровне разделявшихся на наставительные и исследовательные. В диалогах «Горгий» и «Федр» Сократ предстаёт противником письменной речи как образовательного метода, при том, что сам Платон был менее категоричен. Из произведений Аристотеля для средневековой схоластической культуры диспутов наибольшее значение имели «Риторике», «Топика» и «О софистических опровержениях». «Риторика» приобрела широкую известность благодаря переводу Вильямом из Мёрбеке, выполненному в 1270-е годы по поручению Фомы Аквинского. Два остальных сочинения были переведены на латынь уже в V веке Боэцием.

## Университетские диспуты

### Диспуты в образовательном процессе
Диспуты являлись одной из основных форм образования в средневековом университете, тесно связанной с лекционной формой. Традиционная лекция имела четырёхчастную структуру. Первая часть включала чтение лектором вслух части изучаемого курса (littera), и могла быть пропущена при наличии письменных материалов. Далее следовал разбор обсуждаемого текста до уровня простых утверждений (divisio textus). Затем производилось обсуждение выделенных предложений. Последняя часть посвящалась особенно важным аспектам изучаемого предмета, в форме реального или фиктивного спора, обычно предваряемого словами dubium est или dubitandum est. Уже в XII веке дискуссионная часть лекции обособилась в отдельный элемент учебного процесса.
Решение о проведении диспута являлось прерогативой преподавателя, но являлось в то же время значимым событием для всего факультета университета. В первую очередь оно предназначалось для его студентов, которые выступали в качестве действующих лиц и зрителей одновременно. Преподаватель выбирал день проведения и тему диспута. Время назначалось после обеда, между нонами и вечерней. В день диспута другие занятия не назначались. К участию допускались студенты других преподавателей, а для студентов устроителя диспута участие было обязательным. В Сорбонне, слушатель (cursor), прежде чем быть допущенным к лекция по «Сентенциям» Петра Ломбардского, должен был дважды выступить на диспутах, при чём один из них «sub magistro alterius nationis», под председательством старейшего магистра своей нации университета. Окончивший курс бакалавр должен был отвечать на диспуте перед магистром, не являющимся его преподавателем («non sub suo magistro»). Тему диспута предлагал магистр, и он же следил за тем, чтобы в ходе дискуссии выступающие не отклонялись от неё.

### Публичные диспуты
Проведение диспутов было неотъемлемой частью общественной жизни университетского города. Согласно статуту Болонского университета, с началом Великого поста, все желающие допускались на диспуты кводлибет (disputatio de quolibet), которые вели доктора наук под председательством ректоров со всеми желающими. Порядок участия в выступлениях определялся учёной степенью или общественным положением. Студенческие диспуты происходили по выходным.

## Межконфессиональные диспуты

### В Средние века
В Средние века большое значение имели диспуты христианских теологов с их иудейскими коллегами. Часто христианскую сторону представлял крещёный еврей, хорошо знакомый с талмудической литературой. Наиболее известны следующие диспуты:
- Парижский диспут 1240 года между францисканцем Николаем Донином и четырьмя самыми уважаемыми раввинами Франции — Иехиэлем из Парижа, Моисеем из Куси, Иудой из Мелёна[англ.] и Самуилом из Фалеза[англ.]. После поражения раввинов в диспуте Талмуд был осуждён на сожжение.
- Барселонский диспут[англ.] 1263 года между монахом Пабло Кристиани[англ.] и раввином Моше бен Нахманом, в котором обе стороны объявили себя победителями.
- Публичные диспуты в Бургосе и Авиле в 1375 году между Моисеем из Тордесильи[англ.] и выкрестами Хуаном Вальядолидским[англ.] и Абнером Бургосским.
- Диспут в Тортосе в 1413 году, в результате которого антипапа Бенедикт XIII приказал подвергнуть цензуре все книги Талмуда.

### В период Реформации
- Гейдельбергский диспут 1518 года, в котором Мартин Лютер победил Иоганна Бренца и Мартина Буцера.
- Лейпцигский диспут 1519 года, в результате которого Лютер разорвал связь с католической церковью.

## Диспуты в Новое время
Хотя сходство диспута с юридической процедурой было подмечено ещё в древности, теоретическая основа под такое понимание была подведена только в XIX веке. В 1828 году ирландский церковный деятель Ричард Уотли опубликовал трактат «Elements of Rhetoric», в котором произвёл анализ экстралегальных способов аргументации. Существенным правилом являлось «бремя доказывания», требовавшее, чтобы тезис доказывал тот, кто его выдвинул.
В университеты Германии диспут как способ защиты докторских диссертаций пришёл в Средние века и применялся не только в гуманитарных, но и естественных науках.